# Pacific Missile Range Facility

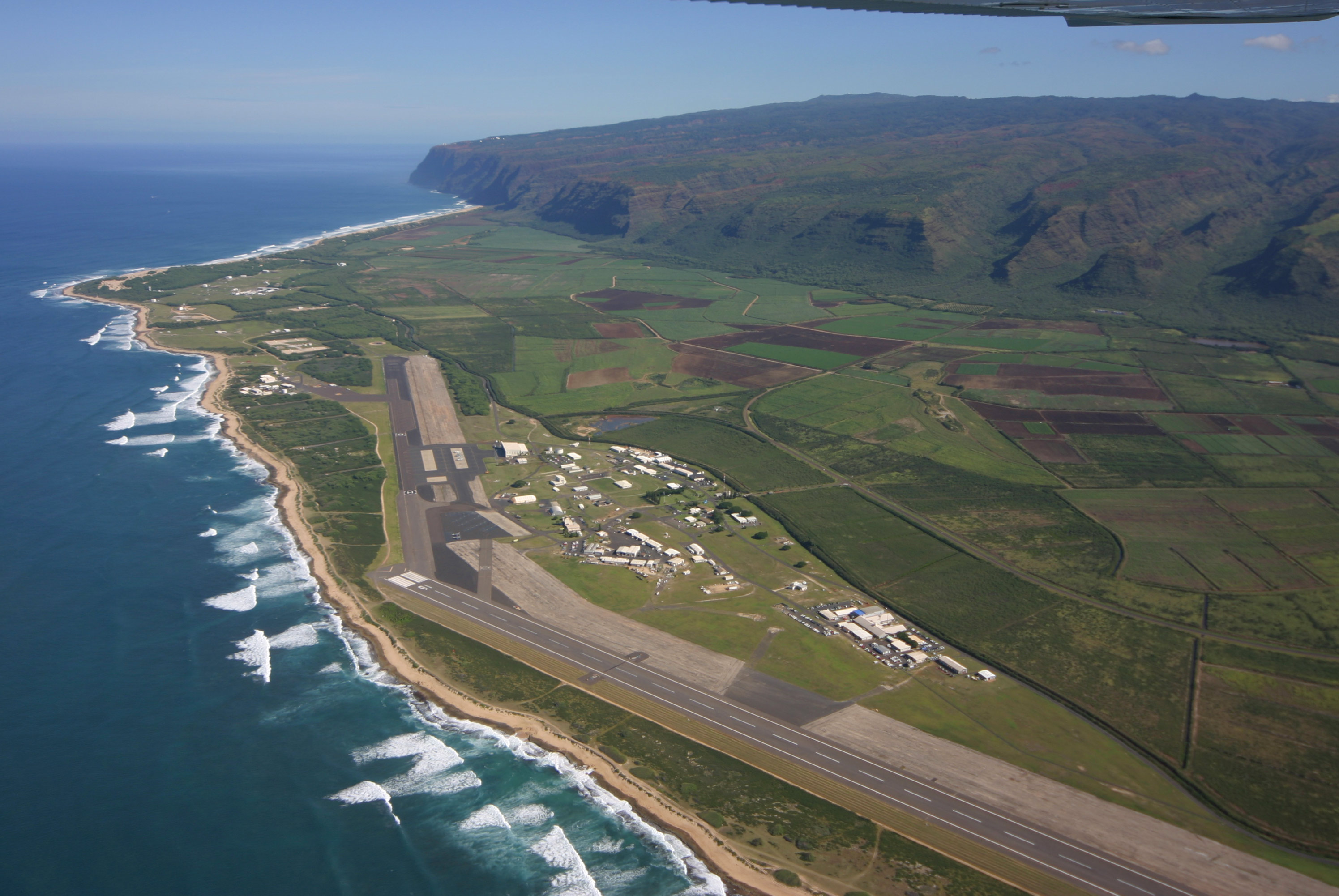
Vue aérienne de la base.

La Pacific Missile Range Facility de Barking Sands est une base de la Marine de guerre des États-Unis située sur l'île de Kauai dans l'archipel d'Hawaï qui est utilisée pour tester le lancement de missiles et s'entrainer à leur mise en œuvre. La base contrôle l'espace aérien local sur une superficie de 109 000 km2 et dispose d'une instrumentation sous-marine lui permettant de faire des mesures sur un espace de 2 800 km2. La base, dont l'emprise au sol est de 965 hectares, dispose d'une piste d'atterrissage en dur de 1 800 mètres (code IATA BKH). La base de Barking Sands a été créée en 1941 et est utilisée en 2015 pour tester les systèmes anti-missiles Aegis Ballistic Missile Defense System (en) et Terminal High Altitude Area Defense. Barking Sands est également utilisée depuis 2015 pour tirer le lanceur léger SPARK.